# Jelena Gruba
Jelena Gruba, décédée vers 1399, est, reine consort de Bosnie de 1391 à 1395 puis reine de Bosnie de 1395 à 1398.

## Biographie
Elle est membre de la famille noble Nikolić. Son mari, Stjepan Dabiša, est le demi-frère illégitime ou le cousin du  roi Stjepan Tvrtko Ire. Dabiša devient roi de Bosnie après la mort de Tvrtko Ire et Jelena devient sa reine. Leur fille unique s'appelle Stana; elle épouse Djuradj Radivojević, prince en Krajina Makareka.
Sigismond Ier de Hongrie est proclamé l'héritier de couronne à la fin de règne de Dabiša mais la noblesse répugnait à avoir un roi hongrois. Donc, après la mort de Dabiša le 8 septembre 1395, sa veuve est choisie afin de lui succéder sur le trône et la reine douairière  devient une souveraine régnante.
Durant le bref règne de Jelena (latin: « Helena, Bosnæ regina, Stephani Dabišæ uxor », la noblesse  obtient beaucoup de pouvoir aux dépens de la royauté. Trois grandes familles féodales dominent la noblesse et le royaume
- les Hrvatinić, dans le Donji Kraji ou bas-pays à l'ouest et en Dalmatie
- les Kosače en Zachlumie dans le sud
- les  Pavlovič en Bosnie centrale

La reine abolit les taxes douanières imposées à la république de Raguse par une charte du 13 mai 1397. mais en mai 1398, Jelena est destituée par la noblesse et Stjepan Ostoja, son demi-neveu par mariage, est désigné comme nouveau roi.